# Girigondo
Girigondo is een bestuurslaag in het regentschap Purworejo van de provincie Midden-Java, Indonesië. Girigondo telt 2477 inwoners (volkstelling 2010).